# Lekumjara
Lekumjara (en georgiano: ლეკუმხარა) o Alakumjara (en abjasio: Алакәымҳара) es una aldea que pertenece a la parcialmente reconocida República de Abjasia, dentro del Distrito de Tkvarcheli, aunque de iure es parte del municipio de Gali de la República Autónoma de Abjasia de Georgia.

## Geografía
Lekumjara está en la llanura de Samurzajano, a 3 km de Gali. La aldea se administra desde el pueblo de Pirveli Gali.   